# Лейбольд, Иоганн Фридрих
Иоганн Фридрих Лейбольд (нем. Johann Friedrich Leybold, 18 июня 1755, Штутгарт, Баден-Вюртемберг — 13 ноября 1838, Вена) — немецкий художник-миниатюрист, рисовальщик и гравёр.
Иоганн Фридрих Лейбольд был сыном пекаря. Знакомый сотрудник фарфоровой мануфактуры в Людвигсбурге заметил художественные способности мальчика и посоветовал отцу учить его рисованию. Лейбольд обучался рисунку и лепке у придворного скульптора Бауэра, а затем поступил в Академию искусств в Штутгарте, которую герцог Вюртембергский Карл Евгений основал в 1761 году. В 1776 году в Военной академии Штутгарта открылся класс гравюры резцом на меди, которым руководил И. Г. фон Мюллер. Лейбольд стал первым и самым успешным учеником Мюллера, а затем и его помощником.
15 декабря 1781 года Иоганн Фридрих Лейбольд стал придворным гравёром герцога Вюртембергского Карла Евгения. Зарабатывал на жизнь он, главным образом, бывшими в то время в моде живописными портретными миниатюрами. В октябре 1789 года Лейбольд получил звание профессора рисования и лепки в Высшей школе Карла Евгения (Hohen Karlsschule). Однако несколько лет спустя герцог умер, а при его преемниках художники лишились работы. В конце концов, в 1798 году Лейбольд переехал в Вену. В течение следующих пяти лет он работал в качестве художника-миниатюриста. Только когда его старший сын Карл также добился успеха в этой области, он вернулся к искусству гравюры. В 1812 году Иоганн Фридрих стал придворным гравёром и профессором школы гравюры в Вене.
У Иоганна Фридриха Лейбольда было четверо сыновей, которые также стали художниками: Карл Якоб Теодор, Эдуард Фридрих, Генрих Густав Адольф и Рудольф Мориц (1806—1857).
- Иллюстрация к «Мессиаде» Ф. Г. Клопштока. Ок. 1800. Офорт, резец
- Смерть консула Папириуса. По картине Ф. Ф. фон Хетча. 1790-е гг. Офорт
- Награда за добродетель. До 1838. Резец, пунктир